# Zgornja Pohanca
Zgornja Pohanca (Duits: Ober-Bohanz) is een plaats in Slovenië en maakt deel uit van de gemeente Brežice in de NUTS-3-regio Spodnjeposavska. De plaats telde 93 inwoners op 1 januari 2020.